# Leandro Rodríguez Santaella
 Leandro Josué Rodríguez Santaella (Maturín, Monagas; 11 de junio de 2005), es un futbolista venezolano que juega como extremo (y ocasionalmente mediapunta o delantero) en el Atlético Mineiro B  de la Serie A U20 de Brasil.

## Infancia e inicios
Nació en Maturín, y tuvo desde su infancia un acercamiento al fútbol importante, impulsado por su padre y apoyado por su madre. Fueron a academias juveniles de la ciudad pero entre cercanía y comodidad eligió la escuela de fútbol 'Monumentales F.C.' localizada en la Zona Industrial de la ciudad, lugar en el que hacía vida desde pequeño. 
Diversos scouts finalmente terminarían reclutándolo para así ser formado en las categorías juveniles del Monagas S.C. desde la edad de 12 años.
Aquí lograría ser capitán en sus distintas categorías juveniles, teniendo destacadas actuaciones en diversos torneos nacionales. Cabe destacar que compartiría camerino con David Martínez inclusive.

## Carrera en clubes

### Monagas S.C.
En el año 2022 firma su primer contrato profesional hasta el 2025 y debutaría profesionalmente el 4 de febrero de 2023 con el Monagas S.C. en un encuentro por la jornada 1 de la Liga FUTVE ante el Deportivo La Guaira. En este,  ingresó al minuto 70′, y su club empató 0-0 ante los güaireños.
Dos meses luego de su debut en liga, el 6 de abril haría su debut en Copa Libertadores ante Boca Juniors entrando al 58'; resultado que culminaría en un 0-0 en el Monumental de Maturín. Posteriormente seguiría viendo minutos en esta competición disputando un total de 5 encuentros.
Ulteriormente su estreno en redes sería en la jornada 11 de la Liga FUTVE ante la Academia Puerto Cabello C.F. (que venía siendo líder del torneo y sosteniendo un invicto). Entró al 62’ y en cinco minutos lograría su dos primeros goles como futbolista profesional a sus 17 años. Encuentro que culminaría 3-2 en el Monumental de Maturín y que le valdría el premio a mejor jugador de la jornada.

### Atlético Mineiro
Posteriormente ficharía por el Atlético Mineiro en sus categorías juveniles por medio de un préstamo de 1 año con opción a compra. Disputando así, inicialmente la Serie A U20 y siendo el primer maturinés fichado por el cuadro 'galo'.

## Selección nacional

### Categorías inferiores
Empezó su andar el 27 de abril de 2023 mediante su primer llamado a un módulo local para la preparación de la siguiente Vinotinto Sub-20 que disputaría el Sudamericano de su categoría en el 2025 de la mano del profesor argentino Ricardo Valiño. Sería habitual y pieza fija en los diversos preparativos y amistosos para este torneo como se demostraría en otros llamados.

## Habilidades
Leandro, a diferencia de otros jugadores de su categoría, no solo destaca por su explosividad y velocidad a la hora de encarar y desbordar. Sino, a su vez, por su olfato goleador en el tramo final de la cancha. En etapas juveniles no desentonaba en esta faceta y llegó a hacer doble dígito de goles en diversas categorías. Ya en su etapa profesional este aspecto evolucionó a un juego más inteligente, siendo colectivo en la toma de decisiones.
Esto se traduciría en constantes centros al área para sus compañeros, siendo su faceta goleadora relegada en pro del esquema. Si bien no es un jugador que se caracterice por su físico, este lo compensa con su zancada y pase, coordinando con gambetas ocasionales que hacen de su juego, algo más vistoso. De igual forma su control orientado es otro aspecto que destaca.

## Estadísticas

### Clubes
| Club                | País                | Año                 | PJ | Goles |
| ------------------- | ------------------- | ------------------- | -- | ----- |
| Monagas S.C.        | Venezuela           | 2023                | 20 | 2     |
| Atlético Mineiro B  | Brasil              | 2023                | 0  | 0     |
| Total en su Carrera | Total en su Carrera | Total en su Carrera | 20 | 2     |